# فابین سافانجون
فابین سافانجون (انگلیسی: Fabien Safanjon؛ زادهٔ ۳۱ اکتبر ۱۹۷۲) بازیکن فوتبال اهل فرانسه است.